# نورا بورخيس
نورا بورخيس Norah Borges (4 مارس 1901 – 20 يوليو 1998) رسامة وناقدة فنية أرجنتينية.
كانت عضواً في مجموعة فلوريدا وهي مجموعة من الأدباء والرسامين ذات نزعة تقدمية في الفن، أنشأت في بوينس آيرس في عشرينات القرن العشرين، عرفوا بشعارهم «الفن للفن». ويشير الاسم إلى شارع فلوريدا وهو موقع لقائهم المفضل.
وهي أخت الروائي الأرجنتيني الشهير خورخي لويس بورخيس.